# Système numérique de contrôle-commande
Pour les articles homonymes, voir SNCC et DCS.

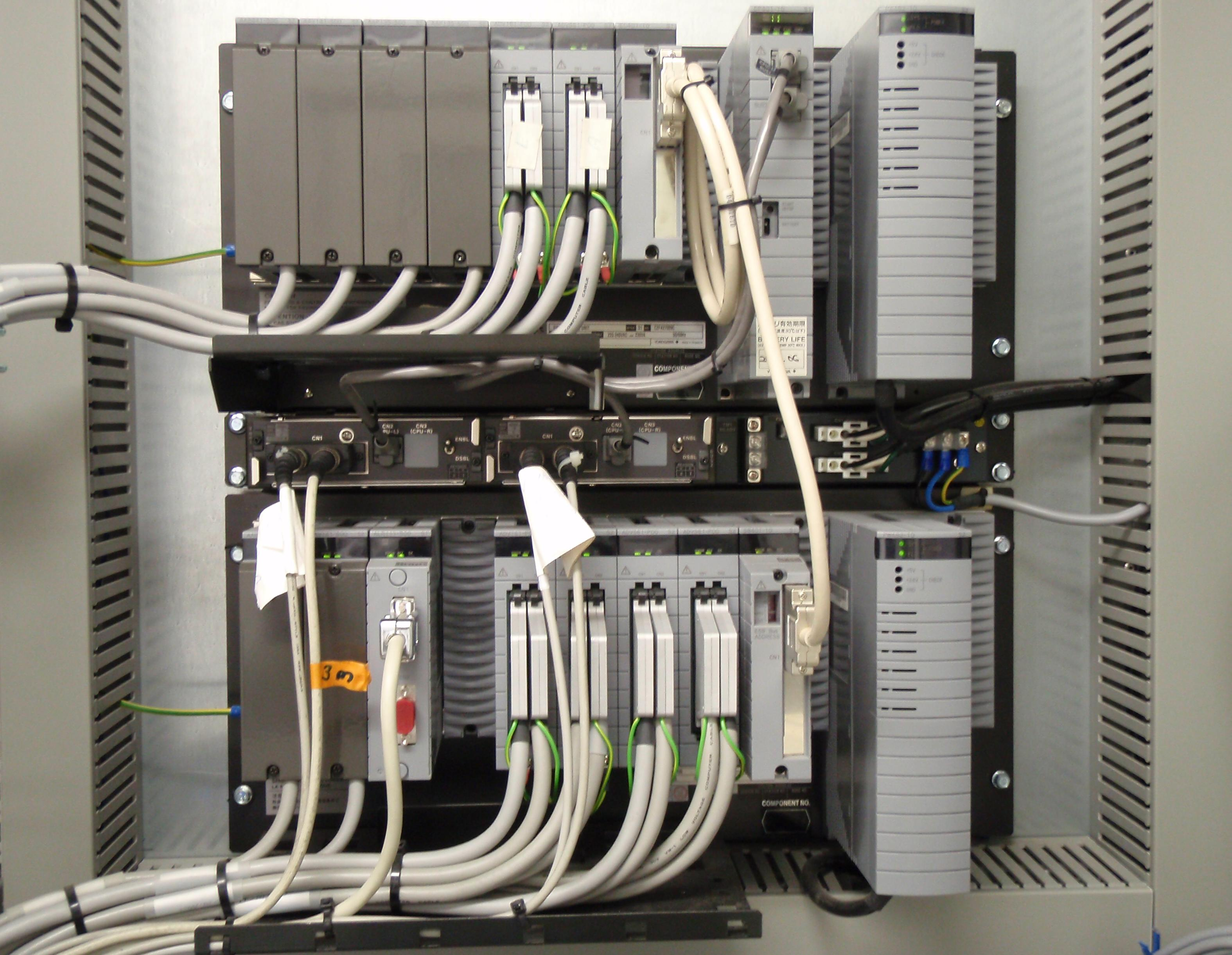
Deux racks de CS3000, un SNCC de Yokogawa. De droite à gauche, dans le rack supérieur : une alimentation, une CPU, une carte bus pour communiquer avec l'autre rack, des cartes d'entrées-sorties ; dans le rack inférieur : idem sauf la CPU. On peut remarquer que la CPU est connectée à deux câbles Ethernet redondants pour communiquer avec d'autres CPU et des PC de supervision.

Un système numérique de contrôle-commande (SNCC, ou DCS pour distributed control system en anglais) est un système de contrôle d'un procédé industriel doté d'une interface homme-machine pour la supervision et d'un réseau de communication numérique.
L'avantage principal de ces systèmes est leur modularité, qui permet de les installer et de les modifier facilement.

## Histoire
Historiquement, le premier système informatique utilisé pour le contrôle industriel a été mis en place en 1959 à la raffinerie Texaco de Port Arthur, au Texas, avec un RW-300 de Ramo-Wooldridge.
Parmi les constructeurs de SNCC on peut citer ABB, Emerson, Foxboro, Honeywell, Rockwell, Siemens, Yokogawa.

## Domaine d’utilisation
Les SNCC sont principalement utilisés dans les industries de procédés dont le mode de production est en continu ou par lots. Par exemple, les procédés où un SNCC peut être utilisé incluent :
- extraction du pétrole, pétrochimie et raffineries ;
- métal et mines ;
- installations de traitement métallurgique ;
- fabrication pharmaceutique ;
- centrales électriques ;
- construction automobile ;
- applications agricoles ;
- éolienne en mer.

## Architecture du système

Diagramme fonctionnel.

Les équipements de commande d'un SNCC sont distribués ou géo-répartis. À la différence des systèmes de contrôle centralisés à base d'automates programmables industriels, qui comportent un seul contrôleur central qui gère toutes les fonctions de contrôle-commande du système[non pertinent], les SNCC sont constitués de plusieurs contrôleurs modulaires qui commandent les sous-systèmes ou unités de l'installation globale.
L'attribut clé d'un SNCC est sa fiabilité en raison de la distribution du traitement de contrôle autour des nœuds dans le système. Cela atténue une défaillance d'un seul processeur. Si un processeur tombe en panne, cela affectera seulement une section du processus de l'usine, par opposition à une défaillance d'un ordinateur central qui affecterait l'ensemble du processus. Cette répartition de la puissance de calcul locale sur les baies de connexion de champ d'entrées-sorties (E / S) sur le terrain garantit également des temps de traitement rapides du contrôleur en supprimant les éventuels retards de traitement réseau et central.[non pertinent]
Le diagramme ci-joint est un modèle général qui montre les niveaux de fabrication fonctionnels en utilisant un contrôle informatisé :
- Le niveau 0 contient les appareils de terrain tels que les capteurs et actionneurs
- Le niveau 1 contient les modules d'entrées-sorties (E / S) industrialisés et leurs processeurs électroniques distribués associés.
- Le niveau 2 contient les ordinateurs de supervision, qui collectent des informations à partir des nœuds du processeur sur le système et fournissent les écrans de contrôle de l'opérateur.
- Le niveau 3 est le niveau de contrôle de la production, qui ne contrôle pas directement le processus, mais qui concerne le suivi des objectifs de production et de surveillance.
- Le niveau 4 est le niveau d'ordonnancement de la production.

Les niveaux 1 et 2 sont les niveaux fonctionnels d'un SNCC traditionnel, dans lequel tous les équipements font partie d'un système intégré provenant d'un seul fabricant.
Les niveaux 3 et 4 ne sont pas strictement des processus de contrôle dans le sens traditionnel, mais où le contrôle de la production et l'ordonnancement ont lieu.

## Fonctionnalités du système
Un SNCC est composé à la base d'un ensemble d'équipements à base d'un microcontrôleur assurant chacun une tache spécifique : 
- acquisition des données : raccordé généralement et essentiellement avec les équipements du terrain (capteur, actionneur), ils permettent de filtrer et conditionner le signal pour assurer la bonne communication entre le régulateur et ces équipements de terrain.
- régulation et traitement de donnée : ce sont les équipements qui assurent la fonction de commande de régulation et d'asservissement en utilisant des boucles de régulation PID ou bien à l'aide d'une logique combinatoire.
- un système de communication : en utilisant des protocoles de communications et des topologies spécifiques pour assurer la communication entre les différents équipements du système.
- surveillance : ce sont des équipements qui veillent sur le bon fonctionnement de l'ensemble d'équipement du système (alarme système), ainsi que le bon fonctionnement du process (alarme process)
- historique : l'historique des données process, les alarmes système et les alarmes process, les logs…
- archivage : cette fonction assure l'archivage et l'enregistrement des différents données du système dans la base de données du serveur
- supervision : comme son nom l'indique, cette fonction permet de superviser le système et afficher l'état instantané de chaque équipement du système.